# Арбонијер
Арбонијер (фр. Harbonnières) насеље је и општина у североисточној Француској у региону Пикардија, у департману Сома која припада префектури Мондидје.
По подацима из 2011. године у општини је живело 1530 становника, а густина насељености је износила 99,54 становника/km². Општина се простире на површини од 15,37 km². Налази се на средњој надморској висини од 91 метар (максималној 94 m, а минималној 60 m).

## Демографија
| 1962. | 1968. | 1975. | 1982. | 1990. | 1999. | 2011. |
| ----- | ----- | ----- | ----- | ----- | ----- | ----- |
| 1.405 | 1.426 | 1.559 | 1.371 | 1.286 | 1.305 | 1.530 |

График промене броја становника у току последњих година